# Turm von Limete
Der Turm von Limete ist ein 210 Meter hoher, unvollendeter Fernsehturm im Stadtbezirk Limete von Kinshasa. Mit dem Bau des Turms von Limete wurde 1971 begonnen, dann aber wurde der Bau aus Geldmangel eingestellt. Der Turm wird dennoch als Sendeanlage für Radiosender verwendet.
Der Turm von Limete besteht aus vier senkrecht hinaufragenden Betonsäulen, welche an vier Stellen miteinander verbunden sind und an ihrem Ende den Turmkorb tragen. Der Turmkorb wird aus drei übereinander liegenden Etagen gebildet, welche in ihrer Grundform einem Kleeblatt ähneln und eine goldfarbene Fassade aufweisen. Der Entwurf zum Turm stammt vom französisch-tunesische Architekt Olivier-Clément Cacoub.